# Fliklav
Fliklav (Massalongia carnosa) är en lavart som först beskrevs av Dicks., och fick sitt nu gällande namn av Körb. 1855. Fliklav ingår i släktet Massalongia och familjen Massalongiaceae.  Arten är reproducerande i Sverige. Inga underarter finns listade i Catalogue of Life.